# Luciana Nissim Momigliano
Luciana Nissim Momigliano (Torino, 20 ottobre 1919 – Milano, 1º dicembre 1998) è stata una pediatra, psicoanalista e superstite dell'Olocausto italiana, partigiana ed ex-deportata dai campi di concentramento nazisti.

## Biografia
Luciana Nissim nasce a Torino da Davide Nissim e Cesira Muggia, in una famiglia della borghesia ebraica italiana. Il padre, reduce della prima guerra mondiale laureato in giurisprudenza, aveva dapprima lavorato nella pubblica amministrazione, ma poi, dopo il matrimonio, si era dedicato al commercio della lana trasferendosi con la famiglia a Biella. Luciana era la prima di tre sorelle; dopo di lei nascono Lea (nel 1922) e Fernanda (nel 1927).
Brillante studentessa, Luciana frequenta le scuole a Biella, per iscriversi quindi nel 1937 alla Facolta' di Medicina dell'Università di Torino, scelta questa ancora inconsueta a quel tempo per una donna in Italia. Le leggi razziali fasciste permettono a quanti siano già iscritti di completare gli studi universitari e così Luciana può conseguire la laurea con lode l'8 luglio 1943, nonostante ogni difficoltà e discriminazione.

### L'esperienza partigiana e la deportazione
All'Università Luciana cementa l'amicizia con un gruppo di coetanei correligionari, tra cui Vanda Maestro e Primo Levi con i quali condivide dopo l'8 settembre 1943 la scelta partigiana in Valle d'Aosta e quindi l'arresto (nella notte tra il 12 e il 13 dicembre 1943). Trasferiti al campo di concentramento di Fossoli vi rimarranno fino al 22 febbraio 1944 quando con altre 600 persone verranno deportate ad Auschwitz. Il resto della famiglia Nissim aveva intanto trovato rifugio in Svizzera, dove rimarranno fino al termine della guerra.
Luciana, l'amica Vanda (che non sopravvivera' alla prigionia) e Primo Levi giungono ancora assieme a Auschwitz il 26 febbraio 1944. La professione medica non risparmia a Luciana le atrocità del campo ma le consente di accedere a condizioni relativamente migliori di sopravvivenza. Nell'agosto del 1944 si offre di accompagnare come medico un gruppo di prigioniere ungheresi al campo di lavoro di Hessisch Lichtenau, in Germania, dove rimarrà fino alla Liberazione, riuscendo a fuggire con una compagna poco prima dell'arrivo degli Alleati.
Rientrata a Torino il 20 luglio 1945 vi ritrova la famiglia e gli amici e presto anche Primo Levi anch'egli sopravvissuto. Immediatamente rende la propria testimonianza degli orrori cui ha assistito nel racconto Ricordi della casa dei morti, scritto di getto e pubblicato già nel 1946 nel volume Donne contro il mostro assieme ad un'analoga testimonianza di Pelagia Lewinska. È uno dei primissimi memoriali di deportati ebrei nei campi di sterminio nazisti. Sette furono i deportati ebrei autori di racconti autobiografici pubblicati in Italia nei primi anni del dopoguerra: Lazzaro Levi alla fine del 1945, Giuliana Fiorentino Tedeschi, Alba Valech Capozzi, Frida Misul e appunto Luciana Nissim Momigliano nel 1946, e infine nel 1947 Primo Levi e Liana Millu. Ad essi vanno aggiunti: Luigi Ferri, la cui deposizione (in tedesco) è resa nell'aprile 1945 di fronte ad uno dei primi tribunali d'inchiesta sui crimini nazisti, Sofia Schafranov, la cui testimonianza è raccolta nel 1945 in un libro-intervista di Alberto Cavaliere, e Bruno Piazza, il cui memoriale, scritto negli stessi anni, sarà però pubblicato solo nel 1956.

### Il dopoguerra e l'esperienza di pediatra e psicoanalista
Luciana Nissim si sposa nel novembre 1946 con Franco Momigliano, già compagno di Università, che aveva anch'egli conosciuto l'esperienza partigiana. Consegue nel 1947 la specializzazione in pediatria all'Università di Torino e, successivamente, è responsabile a Ivrea dell'asilo nido Olivetti, nell'azienda nella quale lavora anche il marito. Nel 1956 in seguito divergenze con Adriano Olivetti, i coniugi Momigliano si trasferiscono a Milano. Luciana inizia a collaborare con il Centro milanese di psicoanalisi sotto la supervisione di Cesare Musatti, a cui succederà nel 1986 alla presidenza del Centro. Socia ordinaria e analista didatta della Società psicoanalitica italiana, svolge un'intensa attività clinica, di supervisione e di ricerca.
In ambito psicoanalitico, partendo dalle teorie di Melanie Klein e Wilfred Bion, l'autrice ha seguito un proprio percorso originale, parallelo a quello dello sviluppo della psicoanalisi statunitense (psicoanalisi relazionale).
Così la ricorda Paola Capozzi: «Chi ha conosciuto Luciana Nissim non può riconoscere che, ascoltandola, si rimaneva subito colpiti dalla sua libertà di pensiero. Luciana Nissim faceva parte di quel gruppo di analisti arrivati alla psicoanalisi, piuttosto che per una mera scelta professionale, attraverso la lotta per una cultura laica e moderna, in quel movimento che ha preso avvio nella Resistenza, che ha lottato per la libertà politica e che si è sviluppato nella battaglia culturale del dopoguerra».
Uno dei meriti della Nissim è quello di aver incentivato lo sviluppo e la ricerca psicoanalitica nella seconda metà del XX secolo, pur rimanendo all'interno del rigore e del confronto con la comunità psicoanalitica italiana.
Solo dopo la morte di Primo Levi nel 1987 e del marito nel 1988, Luciana Nissim tornerà a parlare della sua esperienza di deportazione e a riflettere pubblicamente sulla propria identità ebraica.
Nel 1995 cominciano a manifestarsi i sintomi della malattia tumorale che condurra' nel giro di pochi anni Luciana a spegnersi nella sua casa di Milano nel 1998.

## Selezione di opere

### Saggi scientifici
- Luciana Nissim Momigliano, Omaggio a Rosenfeld, in Eugenio Gaburri (a cura di), Eros e onnipotenza, Rimini, Guaraldi, 1976. ISBN non esistente
- (EN) Luciana Nissim Momigliano, The Psychoanalyst's Way, in European Psychoanytic Federation Bulletin, n. 9, 1977,  pp. 17-22.
- Luciana Nissim Momigliano, La memoria e il desiderio, in Rivista di Psicoanalisi, vol. 27, n. 3-4, Edizioni Borla, 1981,  pp. 533-545. ISSN 00356492 (WC · ACNP)
- (EN) Luciana Nissim Momigliano, From an Analyst's Note-book: Some Considerations on Writing a Paper, in International Review of Psychoanalysis, n. 9, 1982,  pp. 45-54.
- Luciana Nissim Momigliano, Note in margine a un testo: la supervisione analitica, in Giuseppe Di Chiara (a cura di), Itinerari della psicoanalisi, Torino, Loescher, 1982,  pp. 171-194, ISBN 978-88-201-2940-8.
- Luciana Nissim Momigliano, Un legato molto pesante: la gratitudine, in Rivista di Psicoanalisi, vol. 29, n. 2, Edizioni Borla, 1983,  pp. 263-270. ISSN 00356492 (WC · ACNP)
- Luciana Nissim Momigliano, Due persone che parlano in una stanza, in Rivista di Psicoanalisi, vol. 30, n. 1, Edizioni Borla, 1984,  pp. 1-17. ISSN 00356492 (WC · ACNP)
- Luciana Nissim Momigliano, Il tè nel deserto, in Rivista di Psicoanalisi, vol. 37, n. 4, Edizioni Borla, 1991,  pp. 773-819. ISSN 00356492 (WC · ACNP)
- (FR) Luciana Nissim Momigliano, Le psychanalyste et le superviseur davant le mirroir: beaucoup de doutes, peu de certitudes, in European Psychoanytic Federation Bulletin, n. 37, 1991,  pp. 63-83.

### Monografie
- Pelagia Lewinska; Luciana Nissim Momigliano (a cura di), Donne contro il mostro, Torino, Ramella, 1946. ISBN non esistente
- (EN) Luciana Nissim Momigliano, Continuity and Change in Psychoanalysis: Letters from Milan, London, Karnac Books, 1992, ISBN 978-1-85575-009-8.
- Luciana Nissim Momigliano; Andreina Robutti (a cura di), L'esperienza condivisa: saggi sulla relazione psicoanalitica, Milano, Raffaello Cortina Editore, 1992, ISBN 978-88-7078-219-6.
- Luciana Nissim Momigliano, L'ascolto rispettoso. Scritti psicoanalitici, Milano, Raffaello Cortina Editore, 2001, ISBN 978-88-7078-731-3.
- Luciana Nissim Momigliano, Il cerchio magico. Scritti sulla supervisione psicoanalitica, Roma, CMP Edizioni, 2009, SBN MIL0759626.